# Eleni Deliyanni
Eleni Deliyanni (18 de abril de 2003) es una deportista griega que compite en natación sincronizada. Ganó una medalla de plata en el Campeonato Europeo de Natación de 2021, en la prueba combinación libre.

## Palmarés internacional
| Campeonato Europeo | Campeonato Europeo | Campeonato Europeo | Campeonato Europeo |
| Año                | Lugar              | Medalla            | Prueba             |
| ------------------ | ------------------ | ------------------ | ------------------ |
| 2021               | Budapest (Hungría) | Medalla de plata   | Combinación libre  |